# Distretto di Białogard
Il distretto di Białogard (in polacco powiat białogardzki) è un distretto polacco appartenente al voivodato della Pomerania Occidentale.

## Geografia antropica

### Suddivisioni amministrative
Il distretto comprende 4 comuni.
- Comuni urbani: Białogard
- Comuni urbano-rurali: Karlino
- Comuni rurali: Białogard, Tychowo